# أوتو هيلموت
أوتو هيلموت (بالألمانية: Otto Hellmuth)‏ (22 يوليو 1896 – 20 أبريل 1968) عضوًا في الحزب النازي.
ولد في ماركت Einersheim ‏، كان غاولايتر ألماني لمنطقة فرانكونيا السفلى (أونترفرانكين) 1928-1945. كان منزله ومكتبه في فورتسبورغ، عاصمة غاو ماينفرانكين. بعد الحرب العالمية الثانية، أعيد الاسم الأصلي للمنطقة. في الحرب العالمية الأولى دخل الخدمة كKriegsfreiwilliger في الجيش البافاري. أصيب في الخدمة أربع مرات. عاد إلى ألمانيا في أكتوبر 1918 بعد تعرضه للغاز الشديد.
قتل هيلموت نفسه في 20 أبريل 1968 في ريوتلنجن.  

## روابط خارجية
- أوتو هيلموت على موقع مونزينجر (الألمانية)